# ایلگار قربان‌اف
ایلگار قربان‌اف (ترکی آذربایجانی: İlqar Qurbanov؛ زادهٔ ۲۵ آوریل ۱۹۸۶) بازیکن فوتبال اهل ترکیه است.
از باشگاه‌هایی که در آن بازی کرده‌است می‌توان به باشگاه فوتبال مرسین، باشگاه فوتبال خزر لنکران، باشگاه فوتبال قره‌باغ، باشگاه فوتبال فنرباغچه، باشگاه فوتبال شوالان، باشگاه فوتبال سیواس‌اسپور، و باشگاه ورزشی بولوسپور اشاره کرد.
وی همچنین در تیم‌های ملی فوتبال جوانان ترکیه، جوانان ترکیه، تیم ملی فوتبال زیر ۱۷ سال ترکیه، زیر ۱۹ سال جمهوری آذربایجان، زیر ۲۱ سال جمهوری آذربایجان، و جمهوری آذربایجان بازی کرده‌است.